# زمین‌لرزه ۱۳۳۱ طرود
زمین‌لرزه طرود در تاریخ ۱۲ فوریه ۱۹۵۳ میلادی، برابر با ‎۲۳ بهمن ۱۳۳۱، ساعت ۸:۱۵:۰۰ به زمان یوتی‌سی در استان سمنان و حوالی طرود رخ داد. بزرگی آن ۶٫۴ در مقیاس ریشتر اعلام شده‌است. زمین‌لرزه به وقت محلی در روز پنج‌شنبه، ساعت ۱۱٫۵ روی داده و منطقه زمانی آن یوتی‌سی +۳٫۵ بوده‌است.
سازمان زمین‌شناسی آمریکا نیز جای این زمین‌لرزه را در مختصات ۳۵°۲۴′شمالی ۵۵°۰۶′شرقی / ۳۵٫۴°شمالی ۵۵٫۱°شرقی و بزرگی آنرا برابر با ۶٫۴ در مقیاس ریشتر اعلام کرده‌است.
شمار کشتگان زلزله حدود ۹۷۳ نفر بوده‌است. تعداد زخمیان ۱۴۰ نفر برآورده شده‌است.